# Heinrich Hoffmann (fotografo)
Heinrich Hoffmann (Fürth, 12 settembre 1885 – Monaco di Baviera, 11 dicembre 1957) è stato un fotografo e politico tedesco, noto per essere stato il fotografo personale di Adolf Hitler.

## Biografia

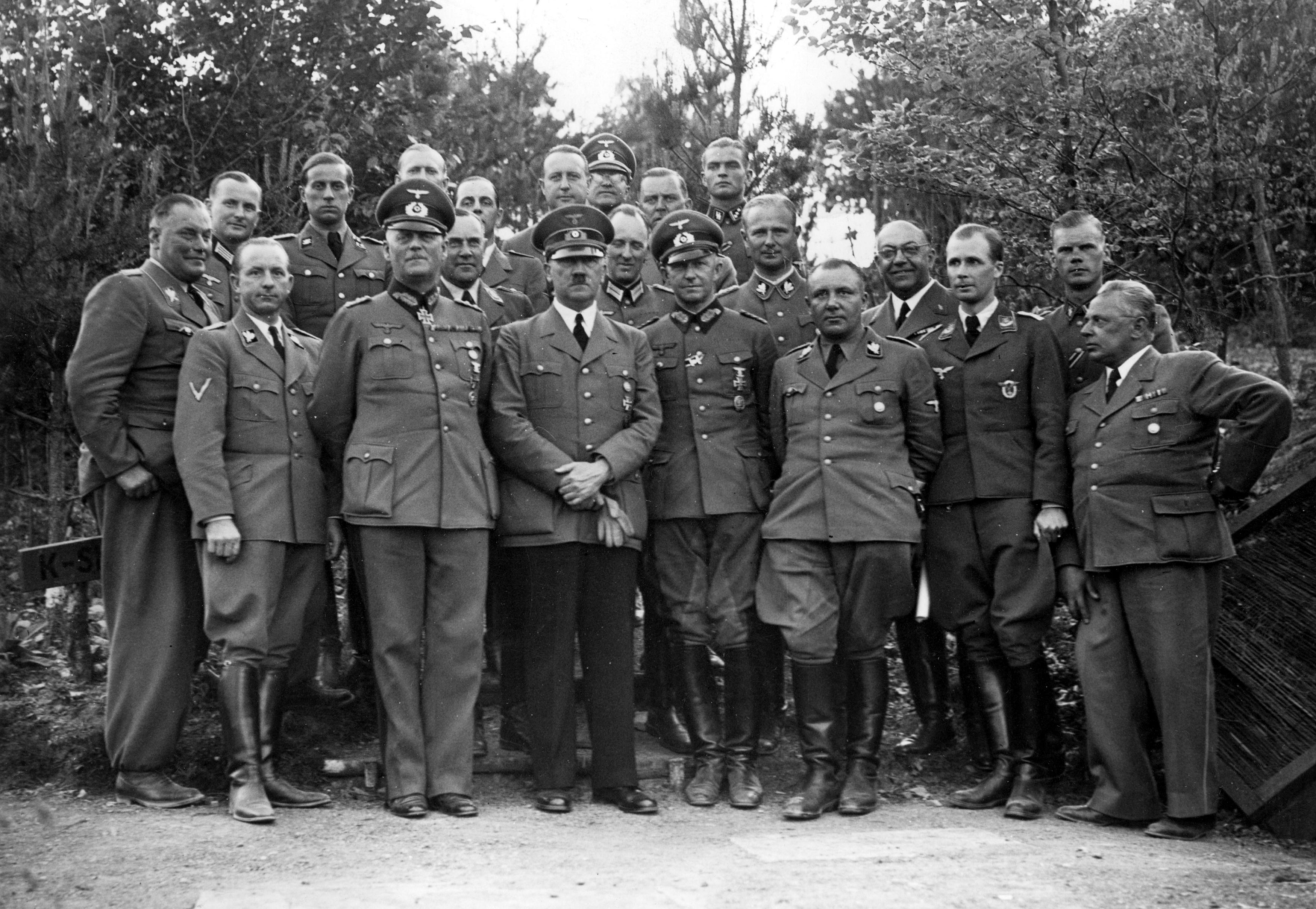
Quartier generale da campo di Hitler, con lo staff, il 1º giugno 1940: Hoffmann in prima fila a destra.

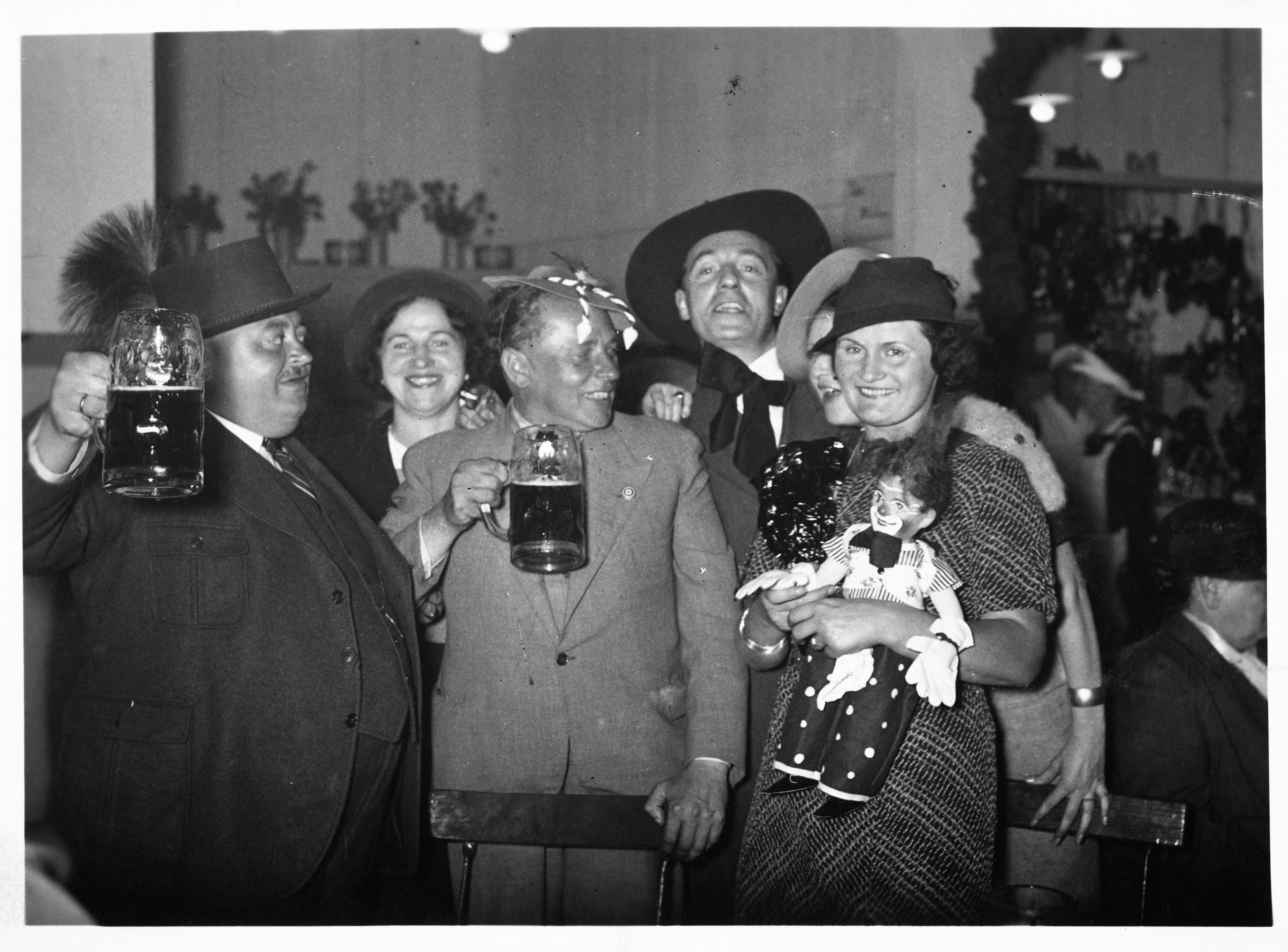
Hoffmann soffrì di alcolismo, che gli alienò in parte le simpatie di Hitler nella seconda parte della guerra.

Dopo aver appreso l'arte della fotografia tra il 1901 e il 1903, cominciò a praticarla presso gli studi di suo padre Robert e suo zio. Nel 1909 giunse ad aprire il suo studio fotografico a Monaco e divenne sempre più fotoreporter. Nell'immediato primo dopoguerra documentò tutto il periodo rivoluzionario bavarese e le varie sommosse popolari coeve.
Hoffmann si iscrisse al Partito Nazista (NSDAP) nel 1920 e fu scelto da Hitler come suo fotografo personale. Le fotografie di Hoffmann sono state pubblicate anche come francobolli, cartoline, manifesti. Sia lui che Hitler acquisirono i diritti d'autore sull'uso delle immagini del Führer, e ciò lo rese anche molto ricco arrivando a possedere cinque proprietà, una casa editrice di libri fotografici, diversi studi e negozi di attrezzatura fotografica, gli archivi fotografici più estesi del mondo e una vasta collezione di fotografie.
Hoffmann si sposò con Therese "Lelly" Baumann nel 1911. Ebbero due figli, Henriette "Henny" nel 1913 e Heinrich "Heini" nel 1916. Henriette sposò nel 1932 il Reichsjugendführer (capo della Gioventù Hitleriana) Baldur von Schirach, che fornì anche molte prefazioni alle collezioni di fotografie di Hoffmann. Therese Hoffmann morì improvvisamente nel 1928. Dopo la presa del potere di Hitler nel 1933, Hoffmann fu eletto al Reichstag.
Hoffmann si risposò e nel 1929, assieme alla sua seconda moglie Erna, assunse nel suo studio di Monaco di Baviera Eva Braun (che al tempo aveva 17 anni) e la impiegò come commessa, assistente e modella. Fu lui a presentare la giovane donna ad Hitler (aveva 40 anni), che era solito pranzare all'«Osteria italiana», che si trovava proprio accanto allo studio di Hoffmann nella Schelling Straße. Inoltre, Eva si rese conto che Hitler le stava fissando le gambe quel giorno.

Dopo la guerra, Hoffmann fu condannato a quattro anni di carcere. Scarcerato nel 1950, continuò a vivere a Monaco di Baviera, dove morì sette anni più tardi, all'età di 72 anni.

## Produzione fotografica
Una grande quantità delle sue fotografie è stata sequestrata dal governo degli Stati Uniti durante l'occupazione alleata della Germania. Queste foto ora sono conservate negli archivi nazionali USA e sono considerate di pubblico dominio negli Stati Uniti in quanto proprietà nazista sequestrata (altrimenti il loro copyright non sarebbe ancora scaduto).